# Mohamed Zouaoui (acteur)
Vous pouvez aider à l'améliorer ou bien discuter des problèmes sur sa page de discussion.
- Le fond est à vérifier. Si vous venez d’apposer le bandeau, merci d’indiquer ici les points à vérifier. (Marqué depuis février 2023)

Vous pouvez aider à l'améliorer ou bien discuter des problèmes sur sa page de discussion.
- Il ne cite pas suffisamment ses sources. Vous pouvez indiquer les passages à sourcer avec {{référence nécessaire}} ou {{Référence souhaitée}}, et inclure les références utiles en les liant aux notes de bas de page. (Marqué depuis août 2024)
- Son texte doit être wikifié : il ne correspond pas à la mise en forme Wikipédia (style, typographie, liens internes, liens entre les wikis, etc.). (Marqué depuis février 2023)

- Archive Wikiwix
- Bing
- Cairn
- DuckDuckGo
- E. Universalis
- Gallica
- Google
- G. Books
- G. News
- G. Scholar
- Persée
- Qwant
- (zh) Baidu
- (ru) Yandex
- (wd) trouver des œuvres sur Wikidata

Pour les articles homonymes, voir Zouaoui.
Mohamed Zouaoui est un acteur tunisien, vit entre Rome et Paris.

## Biographie

### Jeunesse
Fils d’un ancien professeur, Mohamed Zouaoui est né à Mahdia. Jusqu’à l’âge de 18 ans, le jeune homme a joué au sein de l’équipe Makarem El Mahdia avant de partir en Italie où il a travaillé comme photographe et animateur touristique.

### Carrière
En 2004, il fait sa première apparition à la télévision dans la mini-série TV Posso chiamarti amore? et débute au cinéma en 2008 dans L'ultimo Pulcinella, dirigé par Maurizio Scapparo.

## Filmographie

### Cinéma
- 2006 : Nuovomondo, de Emanuele Crialese (voix)
- 2008 : L'ultimo Pulcinella, de Maurizio Scaparro
- 2009 : I mostri oggi, de Enrico Oldoini
- 2010 : I fiori di Kirkuk, de Fariborz Kamkari
- 2011 : Il padre e lo straniero, de Ricky Tognazzi
- 2013 : Carta bianca, de Andres Arce Maldonado
- 2013 : Dimmelo con il cuore, de Alfonso Ciccarelli
- 2014 : Amici come noi, de Enrico Lando
- 2017 : Noble Earth, de Ursola Grisham
- 2017 : Aeffetto Domino, de Fabio Massa
- 2018 : Dead on Time, de Rish Mustaine
- 2018 : Opération Beyrouth (Beirut), de Brad Anderson : Fahmi
- 2018 : Catharsys or The Afina Tales of the Lost World, de Yassin Marruccu

- 2019 : Greetings from ISIS, de Mehdi Elkhaoudy

- 2020 : Diversamente de Max Nardari
- 2020 : Burraco fatale, de Giuliana Gamba
- 2021 : Europa, de Haider Rashid
- 2021 : Code Karim, de Federico Alotto

### Télévision
- 2005 : Posso chiamarti amore?, Paolo Bianchini
- 2006 : Nassiriya - Per non dimenticare, Michele Soavi
- 2006 : Sottocasa - Hassan
- 2007 : Liberi di giocare, Francesco Miccichè
- 2008 - Don Matteo – épisode 6x3 - Yussuf
- 2009 : L'ispettore Coliandro - Vlad Zlato
- 2010 : Capri – 13 épisodes - Abdullah
- 2010 : La ladra - Hafiz
- 2010 : R.I.S. Roma - Delitti imperfetti
- 2011 : Un amore e una vendetta - 8 épisodes - Hassan
- 2014 : Anna e Yussef - Tahir
- 2021 : Fino all'ultimo battito - Bashir
- 2023 : Blanca de Michele Soavi - Ismail

### Récompenses
- 2021 :
  - Code Karim - Prix du meilleur acteur international[Où ?][réf. nécessaire]
  - Amal - Prix du meilleur interprète masculin au Mantova Lovers Short Film Festival, à Mantoue
- 2020 :
  - Amal - Prix du meilleur acteur au Phlegraean Film Festival, à Bacoli[1]